# Крымки (Черкасская область)
Кры́мки (укр. Кримки) — село в Шполянском районе Черкасской области Украины.
Население по состоянию на 2024 год - 720 человек. Почтовый индекс — 20640. Телефонный код — 4741.

## Местный совет
20640, Черкасская обл., Шполянский р-н, с. Крымки, ул. Центральная, 50